# Dreifaltigkeitskirche (Schwechat)

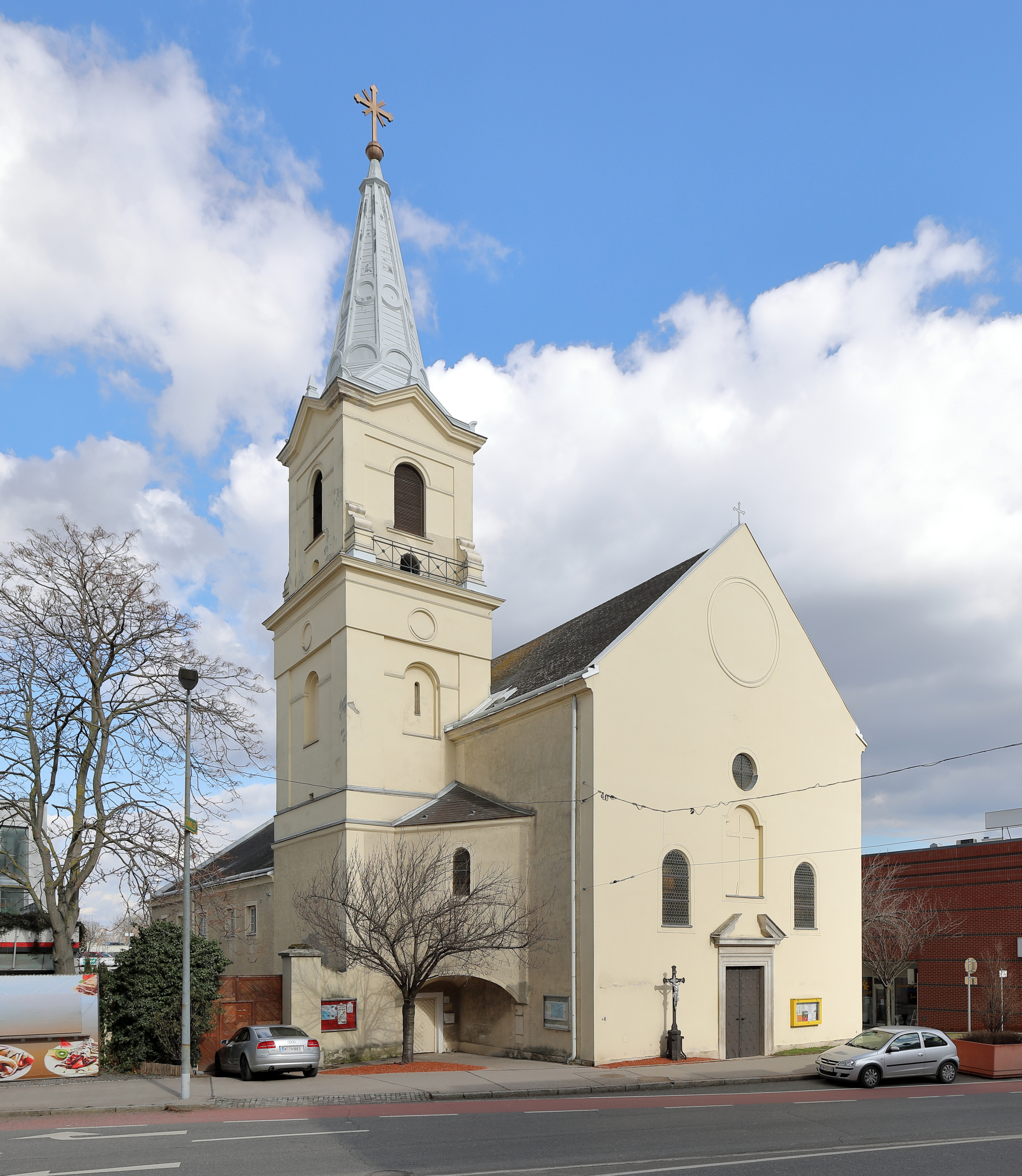
Dreifaltigkeitskirche in Schwechat

Die Filialkirche zur hl. Dreifaltigkeit in Kleinschwechat (auch Kapuzinerkirche oder Liebfrauenkirche) ist eine römisch-katholische Kirche an der Wiener Straße im Ortsteil Kleinschwechat in der Stadtgemeinde Schwechat. Sie gehört zum Dekanat Schwechat der Erzdiözese Wien.

## Geschichte
An der Stelle eines einstigen Gasthofes Zum weißen Löwen und eines Handelshauses, das während der Zweiten Wiener Türkenbelagerung 1683 zerstört wurde, kam es 1693 zur Gründung eines Kapuzinerklosters. 1697 legte Kaiser Leopold I. den Grundstein für die Klosterkirche zur hl. Dreifaltigkeit. Während der Franzosenkriege kam es 1809 zur Plünderung der Klosterbibliothek und des wertvollen Archivs, außerdem wurde die Kirche geschändet und beschädigt. Nach dem Abzug der Franzosen wurde die zerstörte Kirche für den Religionsfonds eingezogen und sollte schon abgerissen werden, was aber am Widerstand der Bevölkerung scheiterte.
1811 wurde das Kapuzinerkloster aufgehoben. Die Dreifaltigkeitskirche wurde wieder in Stand gesetzt, andererseits aber die ebenfalls zerstörte Kleinschwechater Kirche Maria am Anger 1815 bis auf eine Seitenkapelle (heute die Kapelle am Schwechater Pfarrfriedhof am Alanovaplatz) abgetragen und Ausstattungsstücke für die neue Dreifaltigkeitskirche verwendet. Seit dieser Zeit hat sich auch die Bezeichnung Liebfrauenkirche für das Gotteshaus eingebürgert, da mit den Teilen der alten Kirche gleichsam auch der Name transferiert wurde. Die Einkünfte gingen ebenfalls von Maria am Anger auf die Dreifaltigkeitskirche über, die von der Erzdiözese Wien übernommen wurde. 1843 baute man den Kirchturm, der 1885 erhöht wurde. Eine Kuppel, die ebenfalls 1843 errichtet wurde, wurde 40 Jahre später wieder beseitigt. Ein damals erbauter Brunnen bei der Kirche soll einen unterirdischen Gang besitzen, der bis zur Jesuitenmühle reicht.
Im Zweiten Weltkrieg blieb die Kirche großteils unbeschädigt, obwohl in ihrer Umgebung schwere Zerstörungen stattfanden. 1966 erhielt die Kirche einen neuen Hauptaltar. 2000 wurde der Turm renoviert, blieb aber dennoch zu schwach um seither die Glocken läuten zu können.

## Baubeschreibung
Die einschiffige Saalkirche ist nach Norden ausgerichtet. Das Presbyterium ist auffällig lang, wohl weil es von den Kapuzinern als Betchor genützt wurde. 
Der Hochaltar stammt aus der Zeit des Josephinismus zwischen 1780 und 1800. Es ist ein die ganze Wand einnehmender Retabelaltar mit vier Säulen und in der Mitte mit einer gemalten Darstellung der hl. Dreifaltigkeit, darüber einer plastischen Engelsfigur. Zwei gemalte Bilder seitlich davon stellen den Apostel Jakobus den Älteren und Johannes den Täufer dar. Vor dem Altar steht eine Marienfigur, die aus der Kirche Maria am Anger stammt. Der heutige Hauptaltar aus dem Jahr 1966 befindet sich in der Mitte des Presbyteriums. Der linke Seitenaltar zeigt ein Bild des hl. Johannes Nepomuk, darüber in einem Medaillon der hl. Rochus. Der rechte Seitenaltar stellt den hl. Franz von Assisi dar, darüber in Medaillon der hl. Sebastian. Ein Bild mit der Unterweisung Marias durch ihre Mutter Anna stammt aus der Schlosskapelle Kettenhof. 
Die Orgel ist aus dem Jahre 1872. An ihrer Stelle befand sich vorher die Orgel aus der Kirche Maria am Anger, die an die Pfarrkirche in Zwentendorf weitergegeben wurde und dort bis 1901 bestand.
Die Dreifaltigkeitskirche ist seit 1815 eine Filialkirche der Pfarre Schwechat.